# Ascom Group
Ascom Group é uma companhia petrolífera sediada em Chisinau, Moldávia.

## História
A companhia foi estabelecida em 1994.
A empresa é dona no Cazaquistão de reservas verificadas de 13 milhões de toneladas de óleo e 10 bilhões m3 de gás natural.